# Верхнеяблоново
Верхнеяблоново — село в Волоконовском районе Белгородской области России. Входит в состав Грушевского сельского поселения.

## География
Село расположено в юго-восточной части Белгородской области, на правобережье реки Оскола, в 8,4 км по прямой к юго-юго-западу от районного центра Волоконовки.

## История
В 1859 году — Валуйского уезда «деревня казенная Верхняя Яблоново при заливе реки Оскола» «по левую сторону большого проселочного тракта от города Валуек на город Старый Оскол».
В 1900 году — Валуйского уезда Погромской волости деревня Верхне-Яблоново «при реке Осколе», 939,4 десятины надельной земли, общественное здание.
С июля 1928 года — хутор Верхне-Яблоново в Погромском сельском Совете Волоконовского района.
В 1970-е годы село Верхнеяблоново — в Грушевском сельсовете Волоконовского района.
В 1997 году село Верхнеяблоново — в составе Грушевского сельского округа Волоконовского района.

## Население
В 1859 году в деревне было 35 дворов, 293 жителя (152 мужского и 141 женского пола).
В 1900 году в Верхне-Яблонове было 45 дворов, 419 жителей (233 мужчины, 186 женщин).
На 17 января 1979 года в селе — 173 жителя, на 12 января 1989 года — 110 (47 мужчин, 63 женщины).
В 1997 году в Верхнеяблонове 45 домовладений, 132 жителя.
| 1859 | 2002 | 2010 |
| ---- | ---- | ---- |
| 293  | ↘95  | ↘83  |

## Интересные факты
- По рассказам старожилов возле Верхне-Яблонова было два озера: Лашино и Цыганово. Когда устанавливался лед, рыбаки пробивали на этих озерах лунки и подо льдом тянули сеть, выводя ее к заранее подготовленной проруби, и подсачками черпали рыбу как из бочки. По пяти саней нагружали[2].
- День села проходит на народный праздник под названием Яблочный Спас, по-видимому благодаря осмыслению основы «яблоня» в названии[5].